# اودو سامل
اودو سامل (انگلیسی: Udo Samel؛ زادهٔ ۲۵ ژوئن ۱۹۵۳) بازیگر اهل آلمان است.
از فیلم‌ها یا برنامه‌های تلویزیونی که وی در آن نقش داشته‌است، می‌توان به با اشک‌های گرمم، معلم پیانو، ۷۱ جزء از روزشمار یک شانس، کاندوم قاتل، قاره هفتم، خیلی دور، خیلی نزدیک، کارلوس، قصر، آوای وزغ، داستان همسرم و فیلمبرداری در پالرمو اشاره کرد.